# Cubocephalus thomsoni
Cubocephalus thomsoni är en stekelart som först beskrevs av Heinrich Habermehl 1911.
Cubocephalus thomsoni ingår i släktet Cubocephalus och familjen brokparasitsteklar. Arten är reproducerande i Sverige. Inga underarter finns listade i Catalogue of Life.